# William Thompson (Revolverheld)
William „Texas Billy“ Thompson (* um 1845 in Knottingley, England; † 6. September 1897) war ein englisch-amerikanischer Revolverheld in der zweiten Hälfte des 19. Jahrhunderts im amerikanischen Westen und der kleine Bruder des bekannteren Ben Thompson.

## Leben
Bereits als Kind wanderte Thompson mit seiner Familie nach Amerika aus. Bis zum Ausbruch des Sezessionskrieges lebte er als Fischer und Spieler in Austin, Texas. Am Krieg nahm er auf der Seite der Südstaaten teil. Mit den Texas Mounted Rifles focht er in Louisiana.
Nach dem Ende des Krieges kehrte er zurück nach Austin. Dort erschoss er im Streit während eines Gelages den Sergeant der US-Armee William Burke. Er floh ins Indianergebiet und kehrte dann Texas erst einmal den Rücken.
Seine Spur fand sich 1872 in Abilene, Kansas wieder. Er arbeitete als Croupier im „Bull's Head Saloon“, zog dann aber weiter nach Ellworth, Kansas. Dort wurde er 1873 in eine weitere Schießerei verwickelt. In volltrunkenem Zustand tötete er, wohl versehentlich, seinen Freund den Sheriff C. B. Whitney mit einer Schrotflinte.
Thompson ging nach Buena Vista, Colorado und wurde dort zum Bürgermeister gewählt.
1876 tauchte er wieder in Texas auf. In der Nähe von Austin wurde er von den Texas Rangers nach einem Viehdiebstahl festgenommen und nach Kansas ausgeliefert, wo er sich wegen des Mordes an Sheriff Whitney vor Gericht verantworten musste. Er wurde freigesprochen.
Thompson kehrte vorerst zurück nach Austin und zog dann weiter nach Ogallala, Nebraska. Dort wurde er 1880 bei einer Schießerei von fünf Kugeln getroffen. Bat Masterson, ein Freund seines Bruders, musste den schwer Verletzten vor den Bürgern Ogallalas in Sicherheit bringen, die ihn lynchen wollen.
Thompsons Spur verlor sich. Eventuell wurde er um 1888 in Laredo, Texas erschossen. Das ist jedoch nicht einwandfrei belegt.